# Отто Каллер
Отто Каллер (нім. Otto Kaller, 28 червня 1907 — квітень 1985) — австрійський футболіст, що грав на позиції півзахисника, а пізніше захисника. Виступав за клуб «Ферст Вієнна», а також національну збірну Австрії. Володар Кубка Мітропи 1931, п'ятиразовий чемпіон Австрії, триразовий володар Кубка Австрії і володар кубка Німеччини.

## Клубна кар'єра
У складі «Ферст Вієнни» виступав з 1925 по 1948 рік. Володар Кубка Мітропи 1931, п'ятиразовий чемпіон Австрії, триразовий володар Кубка Австрії і володар кубка Німеччини.
Завершував кар'єру в клубі третього дивізіону «Ландштрасер».

## Виступи за збірну
1926 року дебютував в офіційних матчах у складі національної збірної Австрії у поєдинку проти збірної Угорщини (3:0).
Загалом у 1926—1945 роках зіграв у складі національної команди 8 матчів.
Також регулярно грав у складі збірної Відня. Враховуючи те, що всі найсильніші австрійські футболісти виступали у віденських клубах, збірна Відня була фактично тією ж збірною Австрії, тільки з більш розширеним списком гравців. І тренував команду той самий наставник — знаменитий Гуго Майсль.

## Статистика виступів

### Статистика клубних виступів
| Клуб         | Сезон               | Ліга                | Ліга  | Ліга | Кубок Австрії | Кубок Австрії | Кубок Австрії | Кубок Митропи | Кубок Митропи | Кубок Митропи | Інше   | Інше  | Інше | Всього | Всього |
| Клуб         | Сезон               | Турнір              | Матчі | Голи | Турнір        | Матчі         | Голи          | Турнір        | Матчі         | Голи          | Турнір | Матчі | Голи | Матчі  | Голи   |
| ------------ | ------------------- | ------------------- | ----- | ---- | ------------- | ------------- | ------------- | ------------- | ------------- | ------------- | ------ | ----- | ---- | ------ | ------ |
| Ферст Вієнна | 1925/26             | Д-1                 | 19    | 1    | КА            | 5             | 0             | -             | -             | -             | -      | -     | -    | 24     | 1      |
| Ферст Вієнна | 1926/27             | Д-1                 | 23    | 2    | КА            | 1             | 0             | -             | -             | -             | -      | -     | -    | 24     | 2      |
| Ферст Вієнна | 1927/28             | Д-1                 | 24    | 8    | КА            | 2             | 3             | КМ            | -             | -             | -      | -     | -    | 26     | 11     |
| Ферст Вієнна | 1928/29             | Д-1                 | 22    | 1    | КА            | 5             | 0             | КМ            | -             | -             | -      | -     | -    | 27     | 1      |
| Ферст Вієнна | 1929/30             | Д-1                 | 20    | 1    | КА            | 5             | 0             | КМ            | 4             | 0             | КН     | 3     | 0    | 32     | 1      |
| Ферст Вієнна | 1930/31             | Д-1                 | 18    | 0    | КА            | 8             | 0             | КМ            | 2             | 0             | -      | -     | -    | 28     | 0      |
| Ферст Вієнна | 1931/32             | Д-1                 | 16    | 1    | КА            | 2             | 0             | КМ            | 4             | 0             | -      | -     | -    | 22     | 1      |
| Ферст Вієнна | 1932/33             | Д-1                 | 19    | 2    | КА            | 3             | 0             | КМ            | 3             | 0             | -      | -     | -    | 25     | 2      |
| Ферст Вієнна | 1933/34             | Д-1                 | 22    | 0    | КА            | 3             | 0             | КМ            | 2             | 0             | ВКМ    | 1     | 0    | 28     | 0      |
| Ферст Вієнна | 1934/35             | Д-1                 | 22    | 2    | КА            | 2             | 0             | КМ            | -             | -             | ВКМ    | 3     | 0    | 27     | 2      |
| Ферст Вієнна | 1935/36             | Д-1                 | 22    | 0    | КА            | 5             | 0             | КМ            | 2             | 0             | ВКМ    | -     | -    | 29     | 0      |
| Ферст Вієнна | 1936/37             | Д-1                 | 21    | 0    | КА            | 5             | 0             | КМ            | 4             | 0             | ВКМ    | -     | -    | 30     | 0      |
| Ферст Вієнна | 1937/38             | Д-1                 | 15    | 0    | КА            | 3             | 0             | КМ            | 6             | 1             | -      | -     | -    | 24     | 1      |
| Ферст Вієнна | Австрійський період | Австрійський період | 263   | 18   | -             | 49            | 3             | -             | 27            | 1             | -      | 7     | 0    | 346    | 22     |
| Ферст Вієнна | 1938/39             | ГО                  | ?     | 0    | КН            | 2             | 0             | КМ            | -             | -             | ЧН     | -     | -    | ?      | 0      |
| Ферст Вієнна | 1939/40             | ГО                  | ?     | ?    | КН            | 1             | 0             | КМ            | -             | -             | ЧН     | -     | -    | ?      | ?      |
| Ферст Вієнна | 1940/41             | ГО                  | ?     | ?    | КН            | ?             | ?             | -             | -             | -             | АП     | 1+    | 0    | ?      | ?      |
| Ферст Вієнна | 1941/42             | ГО                  | ?     | ?    | КН            | ?             | ?             | -             | -             | -             | ЧН     | 4     | 0    | ?      | ?      |
| Ферст Вієнна | 1942/43             | ГО                  | ?     | ?    | КН            | 2             | 0             | -             | -             | -             | ЧН     | 5     | 0    | ?      | ?      |

### Статистика виступів у кубку Мітропи
| №                      | Розіграш               | Стадія                 | Дата та місце проведення | Команда 1              | Рахунок | Команда 2              | Голи та інші дії |
| ---------------------- | ---------------------- | ---------------------- | ------------------------ | ---------------------- | ------- | ---------------------- | ---------------- |
| 1                      | 1929                   | 1/4                    | 23.06.1929, Будапешт     | Хунгарія (Будапешт)    | 1:4     | Ферст Вієнна           |                  |
| 2                      | 1929                   | 1/4                    | 07.07.1929, Відень       | Ферст Вієнна           | 1:0     | Хунгарія (Будапешт)    |                  |
| 3                      | 1929                   | 1/2                    | 18.08.1929, Відень       | Ферст Вієнна           | 3:2     | Славія (Прага)         |                  |
| 4                      | 1929                   | 1/2                    | 28.08.1929, Прага        | Славія (Прага)         | 4:2     | Ферст Вієнна           |                  |
| 5                      | 1930                   | 1/4                    | 12.07.1930, Прага        | Спарта (Прага)         | 2:1     | Ферст Вієнна           |                  |
| 6                      | 1930                   | 1/4                    | 19.07.1930, Відень       | Ферст Вієнна           | 2:3     | Спарта (Прага)         |                  |
| 7                      | 1931                   | 1/4                    | 27.06.1931, Відень       | Ферст Вієнна           | 3:0     | Бочкаї (Дебрецен)      |                  |
| 8                      | 1931                   | 1/4                    | 5.07.1931, Будапешт      | Бочкаї (Дебрецен)      | 0:4     | Ферст Вієнна           |                  |
| 9                      | 1931                   | 1/2                    | 20.09.1931, Рим          | Рома (Рим)             | 2:3     | Ферст Вієнна           |                  |
| 10                     | 1931                   | 1/2                    | 24.09.1931, Відень       | Ферст Вієнна           | 3:1     | Рома (Рим)             |                  |
| 11                     | 1932                   | 1/4                    | 25.06.1932, Відень       | Ферст Вієнна           | 5:3     | Уйпешт (Будапешт)      |                  |
| 12                     | 1932                   | 1/2                    | 10.07.1932, Болонья      | Болонья                | 2:0     | Ферст Вієнна           |                  |
| 13                     | 1932                   | 1/2                    | 17.07.1932, Відень       | Ферст Вієнна           | 1:0     | Болонья                |                  |
| 14                     | 1933                   | 1/4                    | 26.06.1933, Відень       | Ферст Вієнна           | 1:0     | Амброзіана-Інтер       |                  |
| 15                     | 1933                   | 1/4                    | 2.07.1933, Мілан         | Амброзіана-Інтер       | 4:0     | Ферст Вієнна           |                  |
| 16                     | 1935                   | 1/8                    | 18.06.1935, Відень       | Ферст Вієнна           | 1:1     | Спарта (Прага)         |                  |
| 17                     | 1935                   | 1/8                    | 22.06.1935, Мілан        | Спарта (Прага)         | 5:3     | Ферст Вієнна           |                  |
| 18                     | 1936                   | 1/8                    | 20.06.1936, Будапешт     | Хунгарія (Будапешт)    | 0:2     | Ферст Вієнна           |                  |
| 19                     | 1936                   | 1/8                    | 28.06.1936, Відень       | Ферст Вієнна           | 5:1     | Хунгарія (Будапешт)    |                  |
| 20                     | 1936                   | 1/4                    | 5.07.1936, Відень        | Ферст Вієнна           | 2:0     | Амброзіана-Інтер       |                  |
| 21                     | 1936                   | 1/4                    | 12.07.1936, Мілан        | Амброзіана-Інтер       | 4:1     | Ферст Вієнна           |                  |
| 22                     | 1937                   | 1/8                    | 13.06.1937, Відень       | Ферст Вієнна           | 2:1     | Янг Фелловз            |                  |
| 23                     | 1937                   | 1/8                    | 27.06.1937, Цюрих        | Янг Фелловз            | 1:0     | Ферст Вієнна           |                  |
| 24                     | 1937                   | 1/8 перегр.            | 29.06.1937, Цюрих        | Янг Фелловз            | 0:2     | Ферст Вієнна           |                  |
| 25                     | 1937                   | 1/4                    | 4.07.1937, Будапешт      | Ференцварош (Будапешт) | 2:1     | Ферст Вієнна           |                  |
| 26                     | 1937                   | 1/4                    | 11.07.1937, Відень       | Ферст Вієнна           | 1:0     | Ференцварош (Будапешт) |                  |
| 27                     | 1937                   | 1/4 перегр.            | 14.07.1937, Будапешт     | Ференцварош (Будапешт) | 2:1     | Ферст Вієнна           | 57'              |
| Всього у кубку Мітропи | Всього у кубку Мітропи | Всього у кубку Мітропи | Всього у кубку Мітропи   | Всього у кубку Мітропи | 27      |                        | 1                |

## Титули і досягнення
| - Володар Кубка Мітропи (1): «Вієнна» (Відень): 1931 - Чемпіон Австрії (5): «Вієнна» (Відень): 1931, 1933, 1942, 1943, 1944 - Срібний призер чемпіонату Австрії (3): «Вієнна» (Відень): 1926, 1932, 1936 - Бронзовий призер чемпіонату Австрії (6): «Вієнна» (Відень): 1928, 1930, 1935, 1937, 1941, 1947 - Срібний призер чемпіонату Німеччини (1): «Вієнна» (Відень): 1942 | - Володар Кубка Австрії (3): «Вієнна» (Відень): 1929, 1930, 1937 - Фіналіст Кубка Австрії (4): «Вієнна» (Відень): 1925, 1926, 1936, 1946 - Володар Кубка Німеччини (1): «Вієнна» (Відень): 1943 - Третє місце Кубка Націй (1): «Вієнна» (Відень): 1930 - Переможець Альпійського кубка (1): «Вієнна» (Відень): 1941 |